# Вармо
Ва̀рмо (на италиански: Varmo; на фриулски: Vildivar, Вилдивар) е малко градче и община в Северна Италия, провинция Удине, автономен регион Фриули-Венеция Джулия. Разположено е на 18 m надморска височина. Населението на общината е 2892 души (към 2010 г.).